# Dionisis Makris
Dionisis Makris (en griego, Διονύσης Μακρής; nombre real, Διονύσης Συντριβάννης, 5 de febrero de 1982, Salónica, Grecia) es un cantante griego del género laïko (λαΐκό τραγούδι). 

## Biografía
Se dio a conocer en Grecia por el concurso musical Dreamshow, versión griega de Operación Triunfo. Su primer disco, Απόλαυση (Delicia), salió a la luz en 2006, realizando su primer single del mismo nombre. En 2007 fue nominado al premio al mejor artista revelación. A partir de entonces, varios de sus temas han sonado en Grecia y Chipre, como Μου είπες ψέματα, Χάρηκα πολύ y Μόνο εσύ. En su vida personal se le ha relacionado con varias mujeres como la cantante griega Christina Xoletsa.